# Dorfkirche Herzsprung (Heiligengrabe)

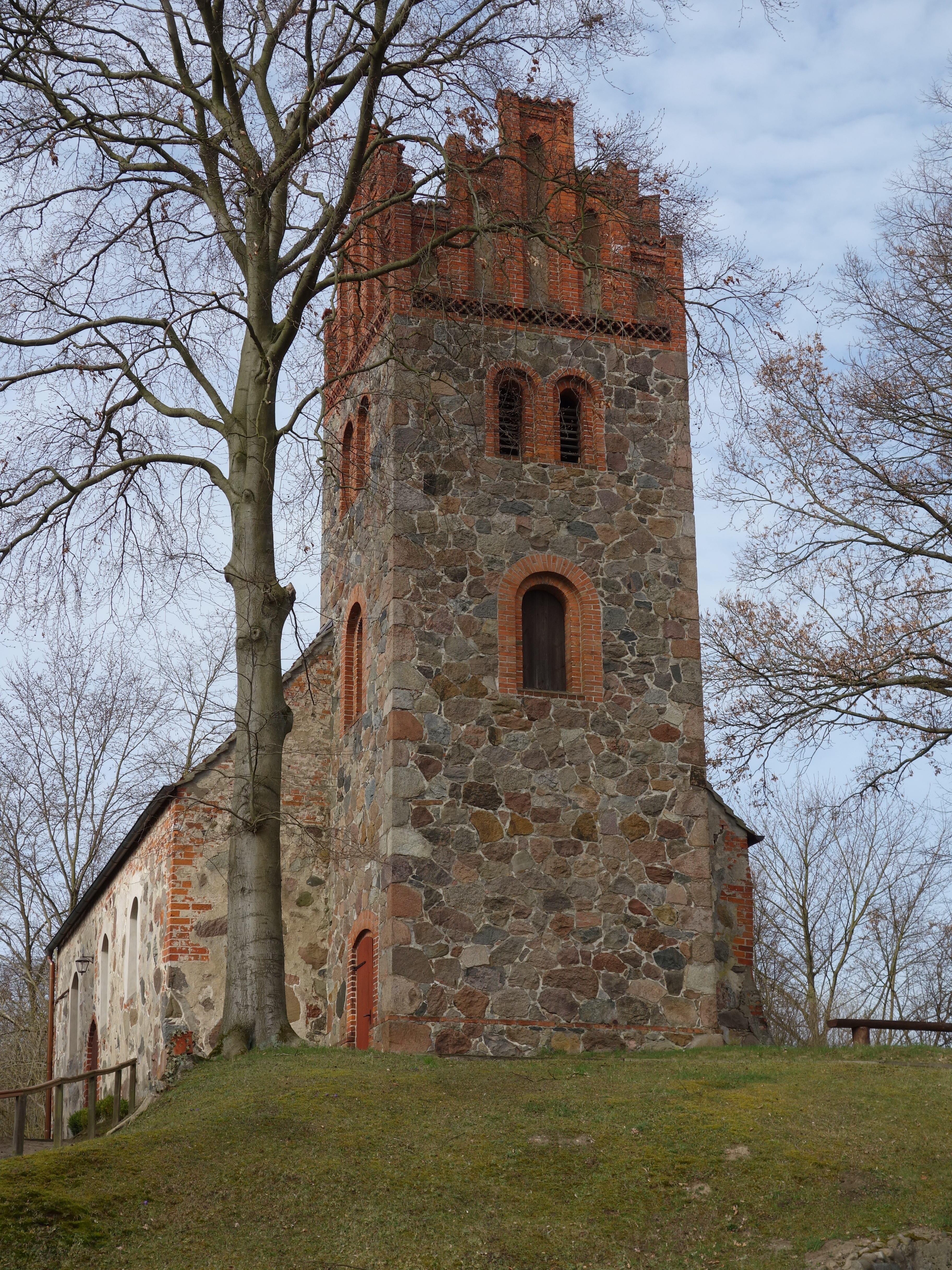
Dorfkirche Herzsprung (Heiligengrabe)

Die evangelische, denkmalgeschützte Dorfkirche Herzsprung steht in Herzsprung, einem Ortsteil der Gemeinde Heiligengrabe im Landkreis Ostprignitz-Ruppin in Brandenburg. Die Kirche gehört zum Pfarrbereich Papenbruch im Kirchenkreis Wittstock-Ruppin der Evangelischen Kirche Berlin-Brandenburg-schlesische Oberlausitz.

## Beschreibung
Das Langhaus der Feldsteinkirche wurde um 1500 errichtet. Im Jahre 1857 wurde das Langhaus im Osten um eine Apsis und einen Chorturm erweitert und die Fenster im Langhaus stichbogig vergrößert. Das oberste Geschoss des Turms beherbergt hinter den als Biforien gestalteten Klangarkaden, deren Gewände aus Backsteinen sind, den Glockenstuhl. Die vier Seiten des Turms sind mit Staffelgiebeln aus Backsteinen bekrönt, die mit Blenden verziert sind. 
Der Innenraum des Langhauses, in dem 1596 eine Empore im Westen eingebaut wurde, ist mit einer Holzbalkendecke überspannt.